# Palak Siring
Palak Siring is een bestuurslaag in het regentschap Bengkulu Selatan van de provincie Bengkulu, Indonesië. Palak Siring telt 784 inwoners (volkstelling 2010).